# Президентские выборы в США (1812)
Президентские выборы в США 1812 года проходили на фоне начавшейся англо-американской войны и Наполеоновских войн в Европе. На них кандидат от Демократическо-республиканской партии президент Джеймс Мэдисон был переизбран на второй срок. Он одержал победу над Девиттом Клинтоном, племянником бывшего вице-президента и видного республиканца Джорджа Клинтона, ставшего претендентом от Федералистской партии. Вице-президентом стал Элбридж Герри.

## Контекст выборов
Отголоски Наполеоновских войн постоянно усиливались на протяжении первого срока Джеймса Мэдисона. Как англичане, так и французы игнорировали нейтралитет США в войне и захватывали американские суда в море. Кроме этого, Британия провоцировала США постоянно угрожая американским морякам, удерживая форты на американской северо-западной территории и поддерживая американских индейцев в войне против США на северо-западе и юго-западе.
В то же время экспансионисты в Соединённых Штатах поглядывали на Британскую Канаду и Испанскую Флориду и хотели использовать эти провокационные действия как претекст для захвата территорий. Напряжённость постоянно нарастала и 12 июня 1812 года, когда Мэдисон уже был номинирован от Демократическо-республиканской партии как кандидат в президенты, США объявили войну Великобритании.

## Выборы

### Результаты
| Кандидат       | Партия                                | Кол-во голосов | Кол-во голосов | Выборщики |
| Кандидат       | Партия                                | Количество     | %              | Выборщики |
| -------------- | ------------------------------------- | -------------- | -------------- | --------- |
| Джеймс Мэдисон | Демократическо-республиканская партия | 140 431        | 50,4%          | 128       |
| Девитт Клинтон | Федералистская партия                 | 132 781        | 47,6%          | 89        |
| Руфус Кинг     | Федералистская партия                 | 5 583          | 2,1%           | 0         |
| Всего          | Всего                                 | 279 456        | 100%           | 217       |